# 유동훈 (야구인)
유동훈(劉東勳, 1977년 2월 12일 ~ )은 전 KBO 리그 KIA 타이거즈의 우완 언더핸드 투수이자 현 용인예술과학대학교의 야구부 코치다. 주로 중간 계투 또는 마무리 투수로 등판했다. 투구폼이 특이하며 싱커볼을 잘 다루는 투수 중 한명이다.

## 선수 시절

### 아마추어 시절
장충고등학교 3학년 때인 1994년 8월에 김건덕, 손지환 등과 함께 청소년 국가대표에 선발돼 한·미·일 국제 고교야구 대회에 출전해 일본과 공동 우승하는 데 기여했다.
1995년 성균관대학교 체육학과에 입학했고, 1997년 5월에 생애 첫 국가대표팀에 선발돼 제 19회 아시아 야구 선수권 대회에 참가해 한국의 우승에 공헌했다. 그 후 팀 후배 김병현과 함께 졸업 시즌인 1998년까지 성균관대학교 야구 팀의 막강 투수진을 형성했다.

### 해태 타이거즈&KIA 타이거즈시절
1999년에 입단한 그는 데뷔 초반에는 선발 투수로 나쁘지 않은 활약을 했지만, 미들맨으로 보직 변경을 한 뒤부터 가운데로 몰리는 제구력과 느린 직구로 그다지 좋은 성적을 올리지 못했다. 하지만 2004년에는 68경기에 구원 투수로 등판해 2점대 평균자책점, 7승 2패, 5세이브, 7홀드를 기록하며 팀의 4강 진출의 1등 공신이 됐다. 특히 중간 계투로는 드물게 120.2이닝을 던져 주목받았다.
그러나 2004년 9월 9일 병역 비리로 경찰에 소환돼 구속되며 서울구치소에 수감됐다. 8개월의 실형을 받고 복역 후, 병무청에서 재검을 받고 광주의 사회복지시설에서 공익근무요원으로 대체 복무했다.
2008년 소집 해제 후 4년 간의 공백 뒤 그라운드로 복귀한 그는 자신의 직구 구속과 맞먹는 130km/h 초반대의 싱커를 주무기로 리그 최고의 셋업맨 중 1명으로 부활했고, 2008년 5월 26일 베이징 올림픽 국가대표팀 44명 예비 엔트리에 이름을 올렸다.
2009년에는 한기주가 난조를 보이자 그를 대신해 마무리로 등판했으며, 모두 세이브를 기했다. 특히 후반기에는 평균자책점 0으로 뛰어난 투구 내용을 보였다. 2009년 7월 30일부터 2009년 9월 19일까지 14경기 연속 세이브 포인트를 올렸다. 이는 KBO 역대 3위에 해당하는 기록이었다. 또한 통산 4번째 0점대 평균자책점, 20세이브 이상을 기록했다. 통산 0점대 평균자책점, 20세이브 이상 기록은 선동열, 정대현 이후 3번째였다.
2009년 10월 24일 한국시리즈 1~7차전 등판 상황에 완벽투를 보여주며 입단 후 첫 우승했고, 7차전에서는 나지완의 끝내기 홈런에 힘입어 승리 투수가 됐다. 그는 한국시리즈에서 3.2이닝 1피안타, 1피홈런, 1실점, 1자책, 1사사구, 2K, 1승, 2세이브, 평균자책점 2.45를 기록했다. 2010년에는 블론 세이브가 많아져 2점대 평균자책점을 기록했다. 2011년에는 3점대 평균자책점을 기록했지만 0.283의 높은 피안타율과 승계 주자 실점율을 기록했다. 하지만 심동섭, 손영민과 함께 팀의 계투를 책임졌다.
2014년 시즌 전 스프링 캠프 때 무릎 부상을 당해 시즌 초부터 재활을 매진해 당시 감독이었던 선동열이 그나마 믿을 만한 투수라고 기대를 많이 받았으나 7월 11일 수술이 불가피해졌고, 결국 수술을 포기하며 은퇴를 선언한다.
2015년 시즌 중 김상훈과 함께 은퇴식을 치렀다.

## 야구선수 은퇴 후
은퇴 후 미국으로 가 볼티모어 오리올스, 미네소타 트윈스에서 지도자 연수를 받고 돌아와 2015년부터 KIA 타이거즈에서 3군 코치로 지도자 생활을 시작해 2016년 트레이닝코치 겸 불펜코치로 보직이 변경됐고, 2017년부터 2군 투수코치로 보직이 변경됐다.

## 트리비아
- 2004년 대한민국 병역 비리 사건에 연루돼 구치소에 구속 수감됐을 때 감각을 잃지 않기 위해 항상 사과를 손에 쥐고 있었다고 한다. 비슷한 경우로는 정현욱이 있으며, 구치소에서 하루에 팔굽혀펴기만 1,000개씩 했다고 한다.

## 별명
- 뛰어난 투구 내용을 보일 때는 '세일러 유'라고 불린다.
- 경기에서 부진할 때는 '분식회계의 달인', '휘발유동훈', '유동골뱅이'라고 불린다.

## 출신 학교
- 서울청구초등학교
- 홍은중학교
- 장충고등학교
- 성균관대학교 체육학과 (1995학번)

## 통산 기록
| 연도 | 팀     | 평균자책점 | 경기 | 완투 | 완봉 | 승 | 패 | 세 | 홀 | 승률  | 타자 | 이닝    | 피안타 | 피홈런 | 볼넷 | 사구 | 탈삼진 | 실점 | 자책점 |
| ---- | ------ | ---------- | ---- | ---- | ---- | -- | -- | -- | -- | ----- | ---- | ------- | ------ | ------ | ---- | ---- | ------ | ---- | ------ |
| 1999 | 해태   | 4.75       | 40   | 1    | 0    | 7  | 9  | 2  | 0  | 0.438 | 682  | 155 1/3 | 155    | 26     | 59   | 19   | 87     | 87   | 82     |
| 2000 | 해태   | 6.71       | 29   | 0    | 0    | 0  | 3  | 0  | 1  | 0.000 | 281  | 56 1/3  | 82     | 9      | 28   | 12   | 21     | 50   | 42     |
| 2001 | KIA    | 7.38       | 17   | 0    | 0    | 2  | 2  | 0  | 0  | 0.500 | 210  | 42 2/3  | 59     | 4      | 16   | 7    | 24     | 43   | 35     |
| 2003 | KIA    | 3.80       | 12   | 0    | 0    | 0  | 0  | 1  | 0  | 0.000 | 92   | 21 1/3  | 21     | 2      | 7    | 2    | 11     | 9    | 9      |
| 2004 | KIA    | 2.98       | 68   | 0    | 0    | 7  | 2  | 5  | 7  | 0.778 | 487  | 120 2/3 | 105    | 10     | 22   | 19   | 65     | 42   | 40     |
| 2008 | KIA    | 3.43       | 55   | 0    | 0    | 6  | 3  | 2  | 8  | 0.667 | 316  | 78 2/3  | 65     | 2      | 18   | 9    | 39     | 32   | 30     |
| 2009 | KIA    | 0.52       | 57   | 0    | 0    | 6  | 2  | 22 | 10 | 0.750 | 256  | 67 1/3  | 37     | 2      | 13   | 7    | 38     | 6    | 4      |
| 2010 | KIA    | 2.85       | 48   | 0    | 0    | 3  | 2  | 14 | 1  | 0.600 | 196  | 47 1/3  | 46     | 1      | 10   | 7    | 32     | 20   | 15     |
| 2011 | KIA    | 3.94       | 47   | 0    | 0    | 3  | 3  | 7  | 2  | 0.500 | 201  | 48      | 51     | 4      | 12   | 4    | 21     | 23   | 21     |
| 2012 | KIA    | 5.29       | 43   | 0    | 0    | 1  | 0  | 6  | 5  | 1.000 | 141  | 34      | 33     | 0      | 10   | 2    | 29     | 20   | 20     |
| 2013 | KIA    | 2.92       | 49   | 0    | 0    | 1  | 3  | 0  | 5  | 0.250 | 226  | 52 1/3  | 56     | 3      | 11   | 8    | 38     | 22   | 17     |
| 통산 | 11시즌 | 3.92       | 465  | 1    | 0    | 36 | 29 | 59 | 39 | 0.554 | 3088 | 724     | 710    | 63     | 206  | 96   | 405    | 354  | 315    |